# 王屋郡
王屋郡，中国南北朝时设置的郡。
北周武成元年（559年）置王屋郡，治所在王屋县（今河南济源市西五十八里王屋乡）。辖境相当今河南省济源市一带。隶属于怀州，天和元年（566年）改属西怀州。建德六年（577年）废除西怀州，隶属于邵州。下辖王屋县一县。隋文帝开皇三年（583年）废王屋郡，王屋县直属邵州。